# Абдала Букарам
Абдала Хайме Букарам Ортіс (ісп. Abdalá Jaime Bucaram Ortiz; нар. 4 лютого 1952) — еквадорський державний і політичний діяч, президент країни у 1996—1997 роках. За часів президентства отримав прізвисько «Ель Локо» (ісп. El Loco, букв. навіжений). 1997 року парламент провів йому процедуру імпічменту за звинуваченням у «розумовій неповноцінності».

## Життєпис
Народився в родині ліванських іммігрантів. Його дядько Ассад був мером Ґуаякіля, а сестра Марта була одружена з президентом Рольдосом.
Займався легкою атлетикою, зокрема представляв Еквадор на Літніх олімпійських іграх 1972 року в Мюнхені у бігу з бар'єрами та був прапороносцем збірної.
Здобув юридичну освіту. Був шефом поліції провінції Гуаяс та президентом місцевого футбольного клубу «Барселона», перш ніж розпочав політичну кар'єру.
Брав участь у президентських виборах від заснованої ним Рольдистської партії у 1988, 1992 та 1996 роках. За результатами останніх здобув перемогу над кандидатом від Соціал-християнської партії Хайме Неботом.

### Президентство
На посту президента Букарам намагався продовжити приватизацію, розпочату 1980 року президентом Уртадо, однак численні корупційні скандали (пов'язані з іменами колишніх президента Дюрана Бальєна та віце-президента Альберто Дахіка), наслідки мексиканської економічної кризи та неоліберальні економічні реформи, розпочаті колишнім міністром економіки Аргентини Домінго Кавальйо призвели до соціальної кризи й відставки Букарама більшістю голосів (44 за і 34 проти) членів Національного конгресу, незважаючи на те, що Конституційний суд визнав його рішення незаконним (для проведення процедури імпічменту необхідно було дві третини голосів членів парламенту).
Після відставки отримав політичний притулок у Панамі.